# Forêt marécageuse de Lokoli
La forêt marécageuse de Lokoli, également appelée forêt inondée de Lokoli, est une zone protégée du Bénin, localisée dans le sud du pays, sur le territoire de la commune de Zogbodomey, dans le département du Zou. 

## Milieu physique
S’étendant sur près de 500 hectares, cette forêt alluviale est traversée par le cours d’eau Hlan, un affluent de l’Ouémé.

### Végétation
C'est un milieu constitué à la fois de forêt dense et de forêt dégradée. On y a observé 55 espèces végétales dont les espèces suivantes: Mitragyna stipulosa, Anthocleista vogelii, Alstonia congensis, Nauclea diderrichii, Spondianthus preussii, Pterocarpus santalinoides, Milicia excelsa (iroko) , Ceiba pentandra (fromager), Raphia hookeri, Raphia sudanica, Ficus congensis, Ipomoea aquatica (liseron d'eau), Nymphaea lotus (lotus tigré), Azolla africana (fougère aquatique), Cyperus difformis.

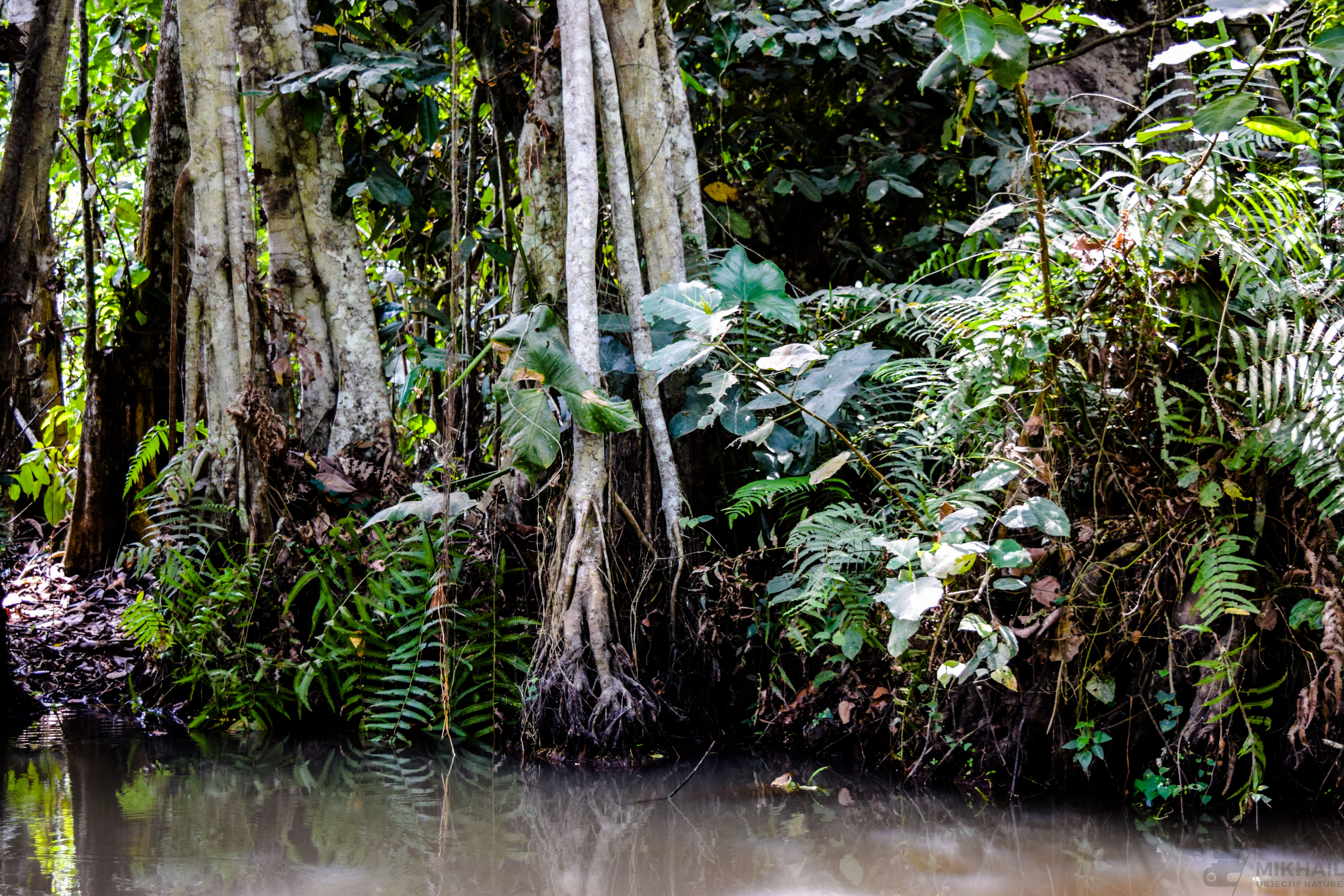

Flore
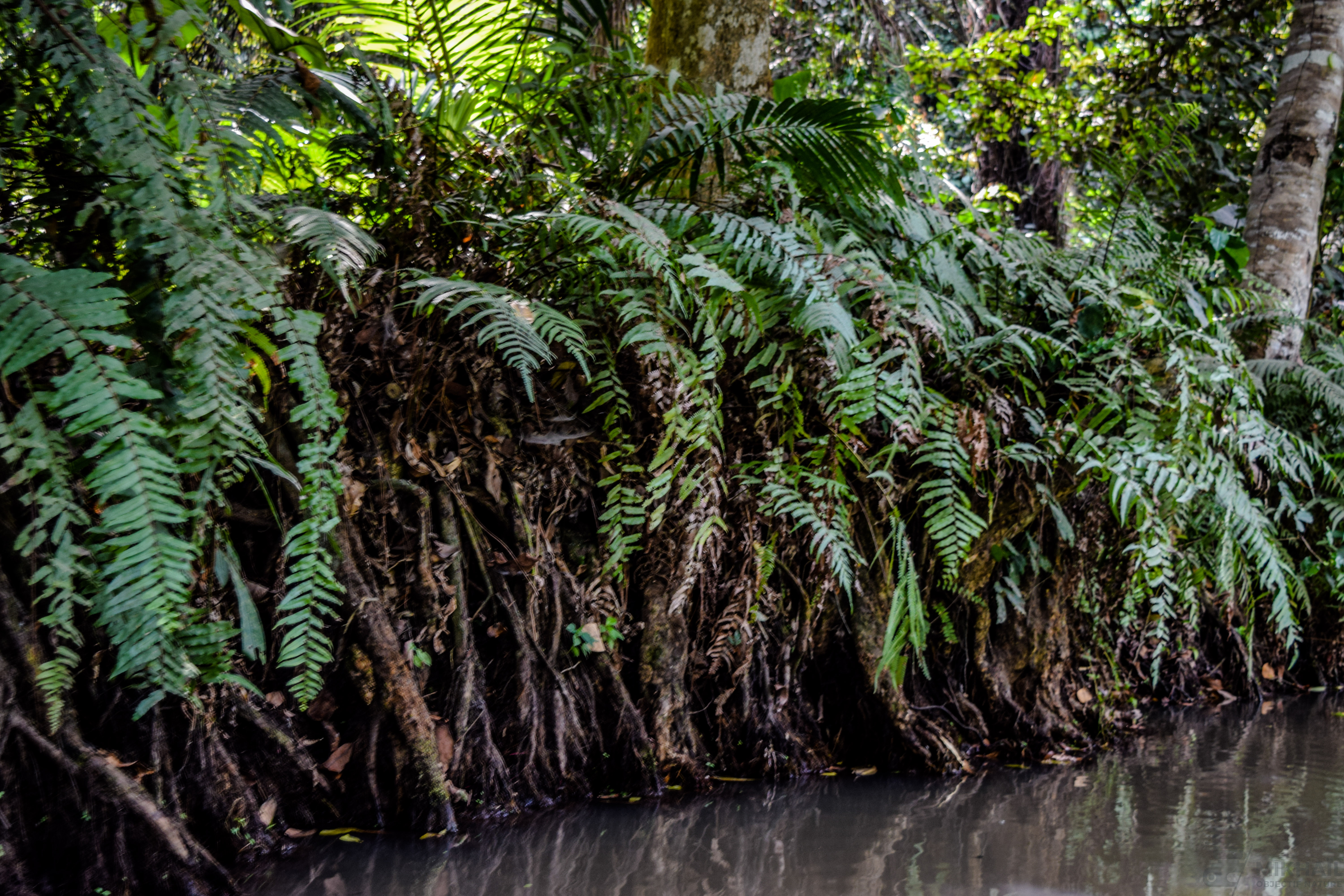
Fougères accrochées aux racines échasses.
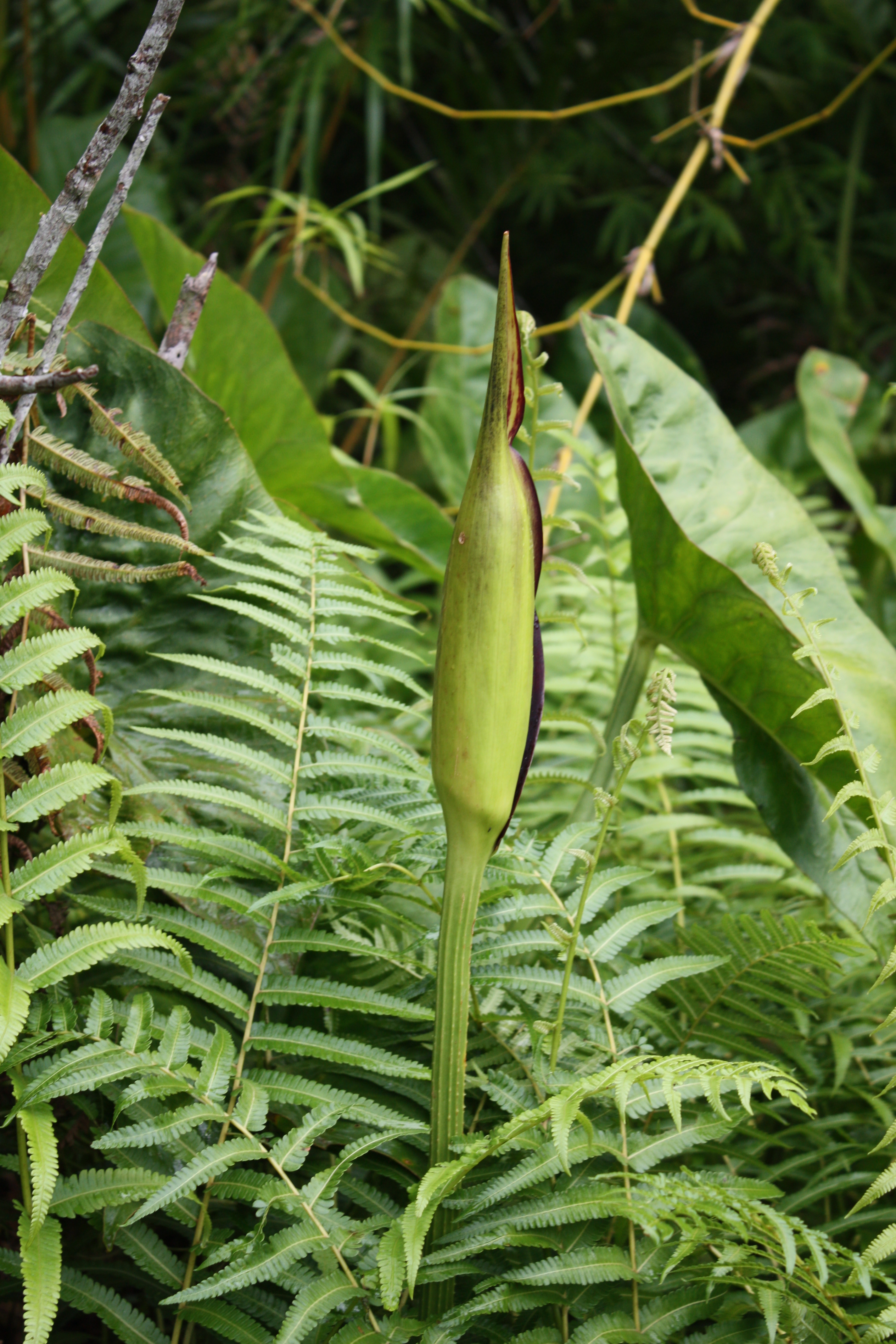
Lasimorpha senegalensis.
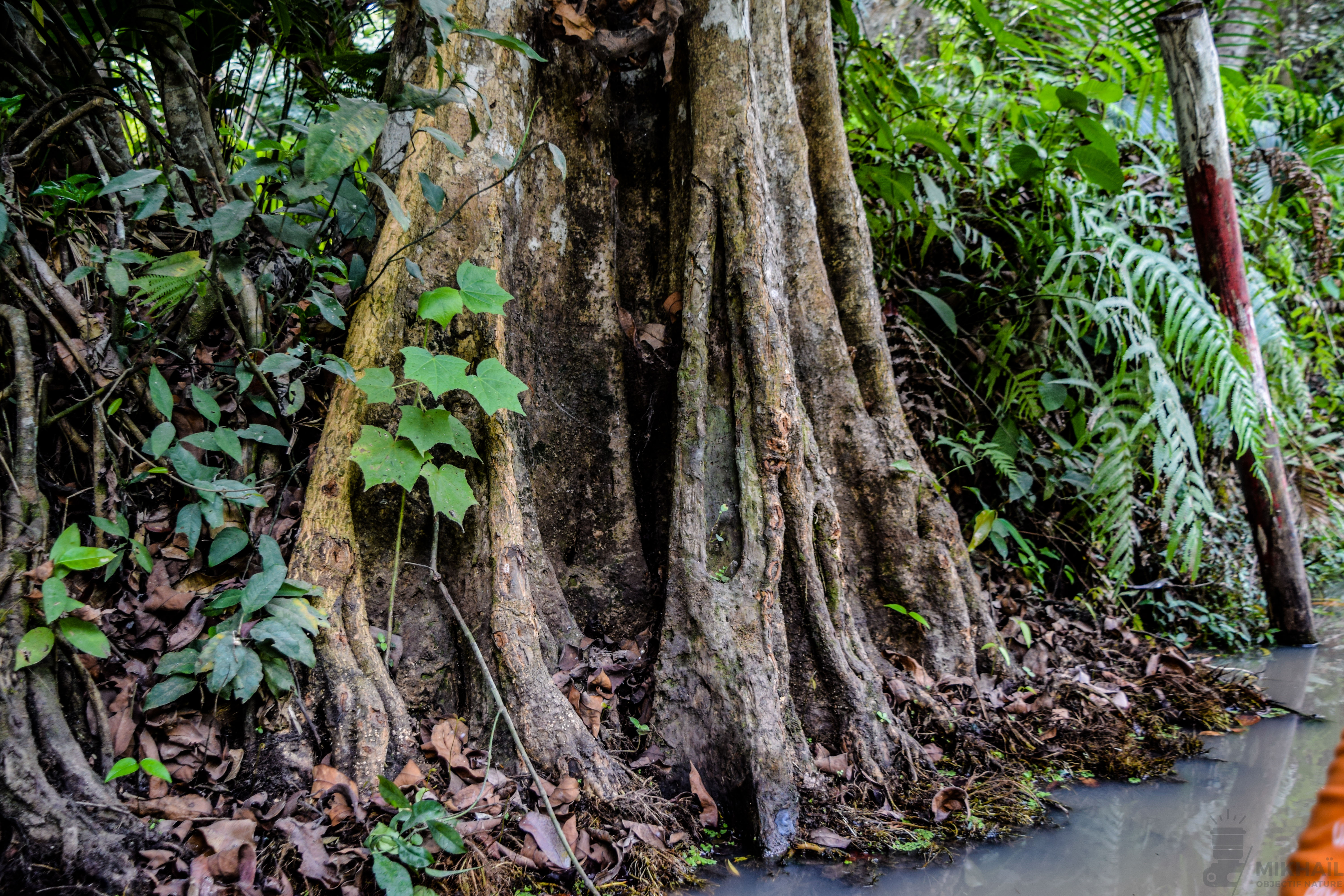
Arbre aquatique.
Fruit du calebassier (Crescentia cujete).
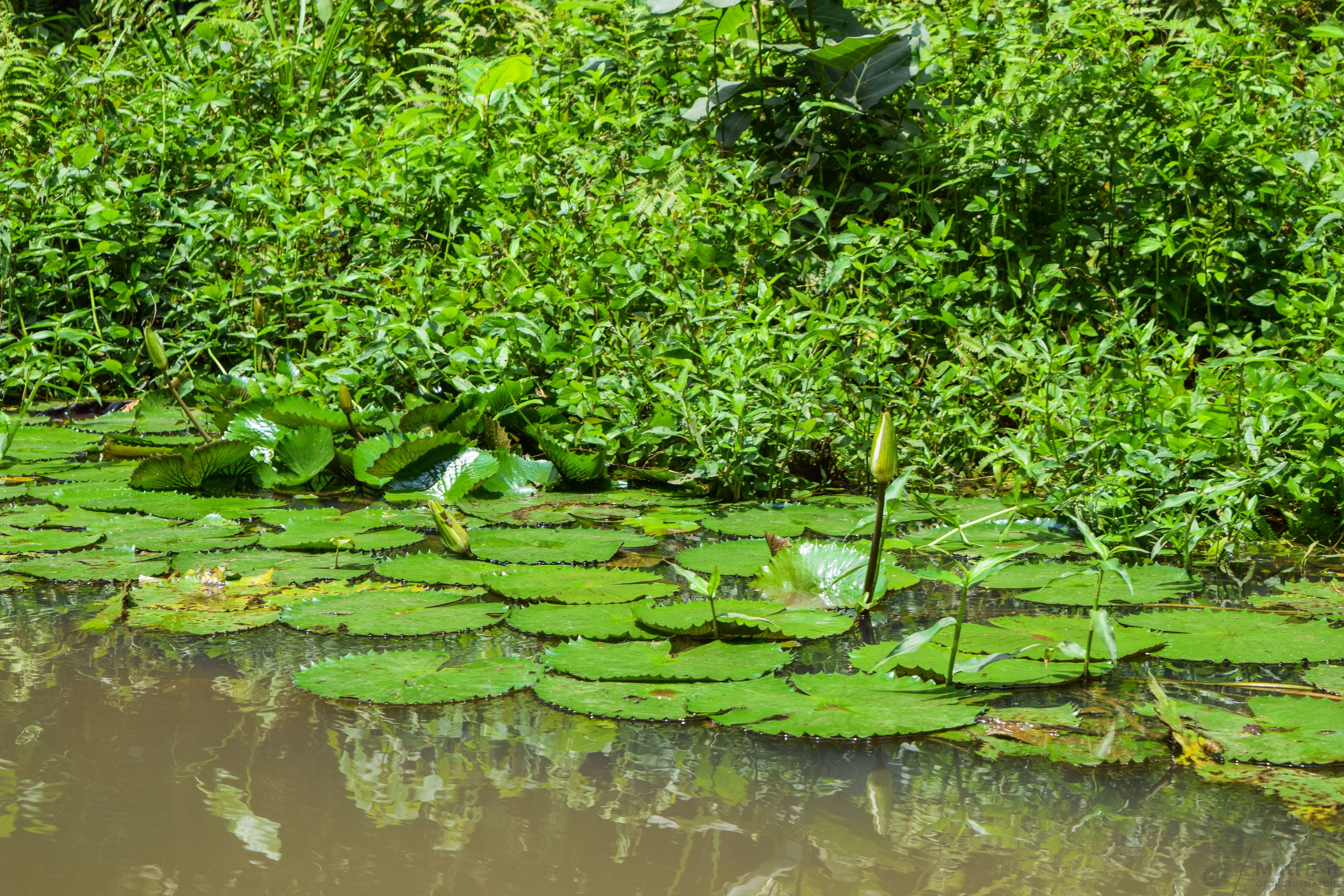
Nénuphars (Nymphaea lotus).

### Faune
Six espèces de primates ont été recensées dans la forêt de Lokoli: la mone (Cercopithecus mona), le tantale (Cercopithecus tantalus), le colobe de Geoffroy (Colobus vellerosus), le colobe de van Beneden (Procolobus verus) le cercopithèque à ventre rouge (Cercopithecus erythrogaster), ainsi que le galago du Sénégal (Galago senegalensis). La plus abondante est la mone, avec 228 individus, soit une densité de 45,6 individus par km2
.

## Milieu humain
La forêt est bordée par trois villages (Lokoli, Koussoukpa et Dèmè) qui regroupent environ 1 500 habitants. La population, majoritairement agricole, complète ses activités par la transformation de produits forestiers non ligneux, comme l’extraction du vin de Raphia hookeri ou la fabrication de nattes, mais aussi par l’élevage et le petit commerce.

Activités humaines
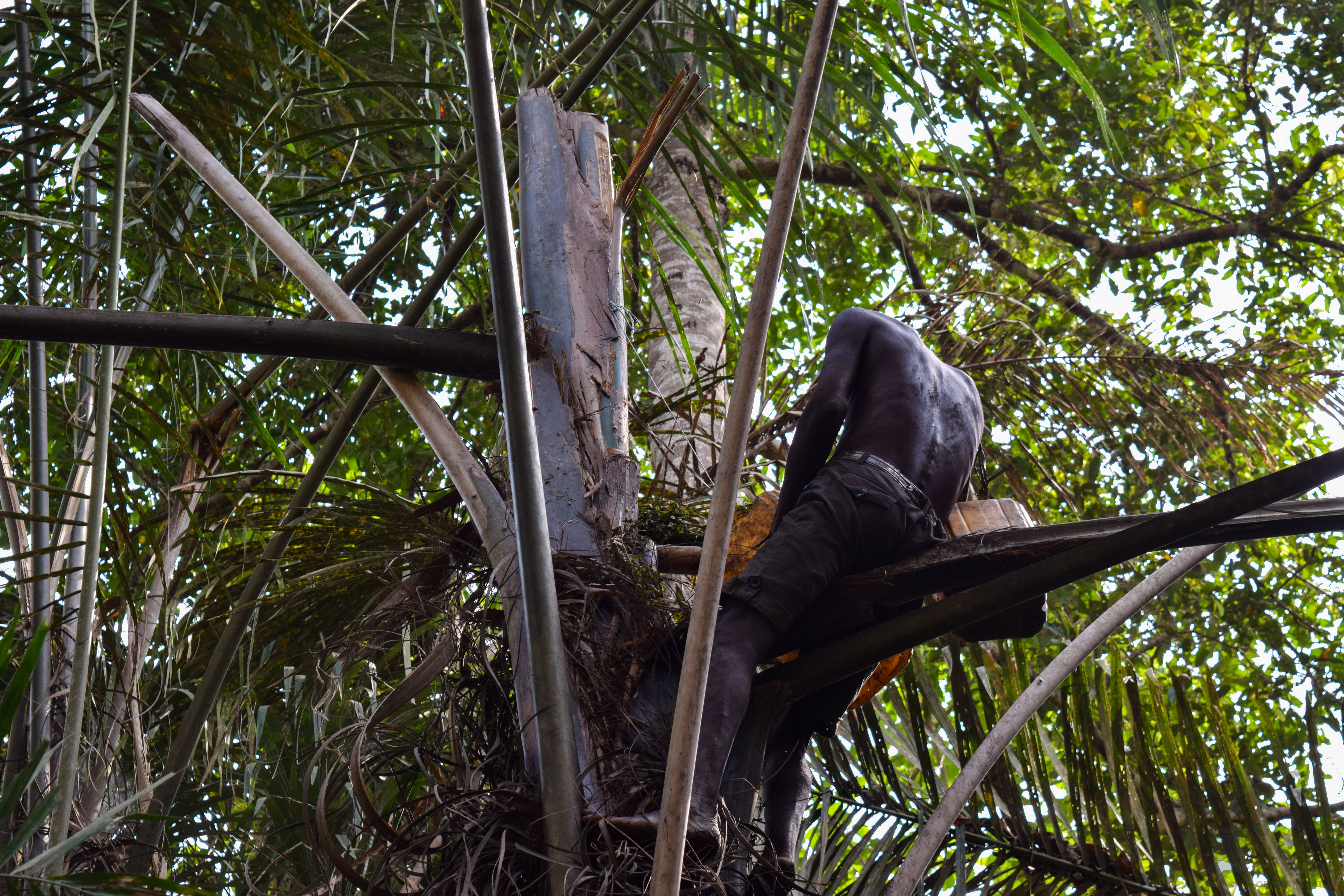
Extraction de vin de raphia.
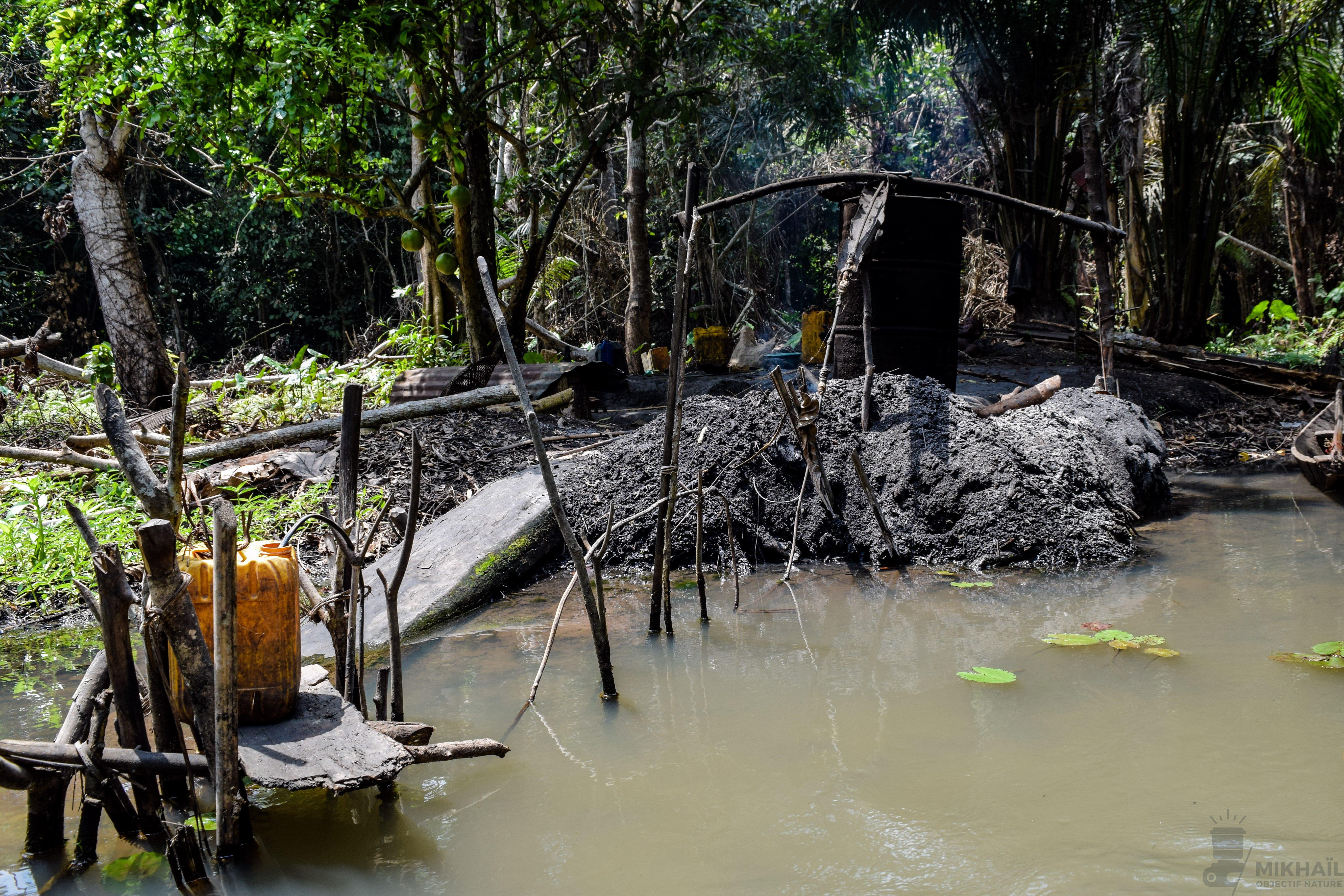
Préparation d'alcool de raphia.
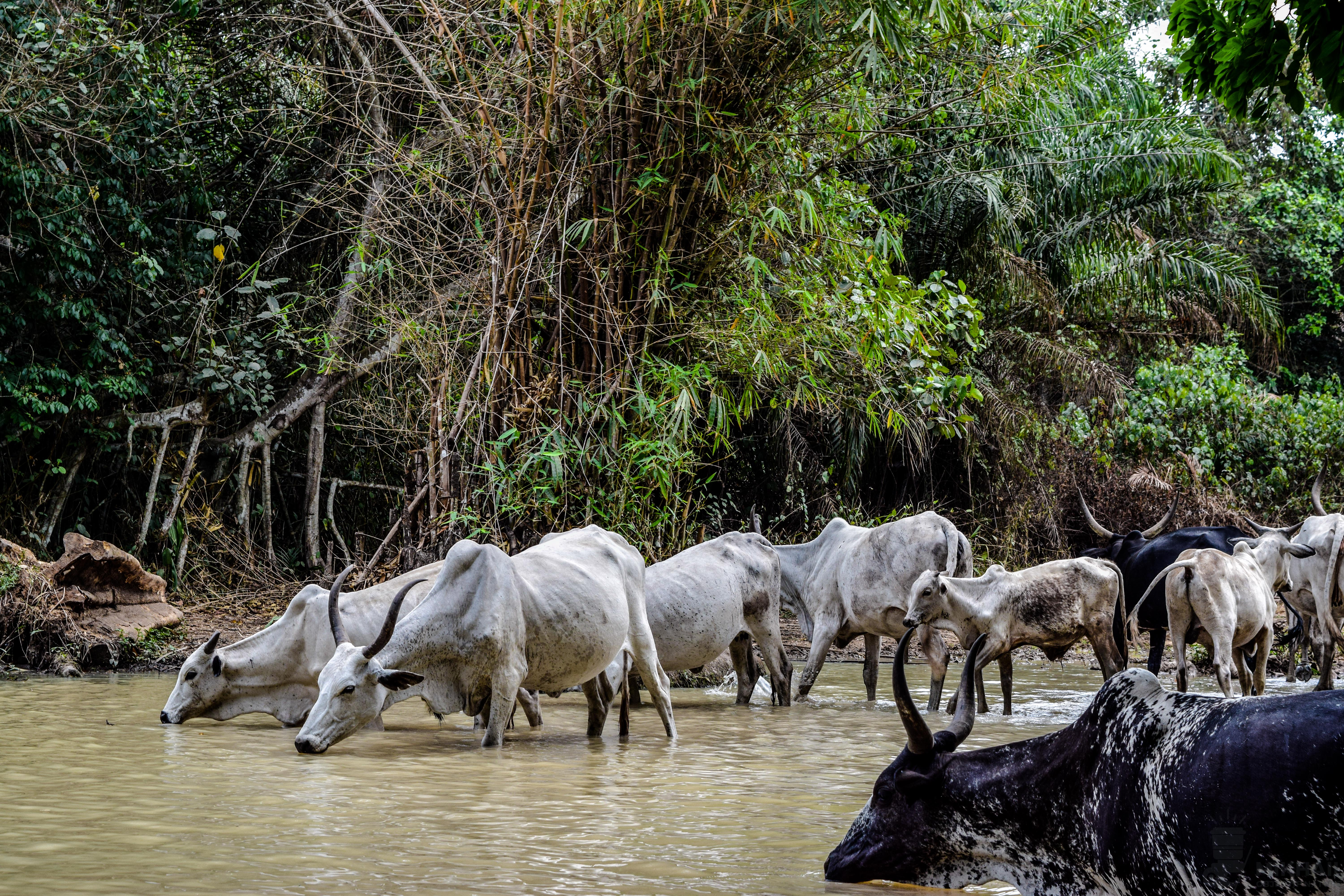
Élevage de bœufs.

### Note
- (fr) Cet article est partiellement ou en totalité issu de l’article de Wikipédia en français intitulé « Forêt marécageuse de Lokoli » (voir la liste des auteurs).